# جيم إروين
جيم إروين (بالإنجليزية: Jim Irwin)‏ هو معلق رياضي أمريكي، ولد في 7 فبراير 1934، وتوفي في 22 يناير 2012 بسبب سرطان الكلية.